# THE IDOLM@STER SHINY COLORS "円環-Halo around-"
『THE IDOLM@STER SHINY COLORS "円環 -Halo around-"』（アイドルマスター シャイニーカラーズ えんかん ハローアラウンド）は、2025年6月4日からリリースされているキャラクターソングCDシリーズ。

## 概要
「アイドルマスター シャイニーカラーズ」のキャラクターソングCDシリーズ第10弾。発売元はランティス。2025年6 - 9月にかけて開催されるライブツアー「THE IDOLM@STER SHINY COLORS 7th UNITLIVE TOUR 円環 -Halo around-」と連動した物となっている。
各公演に出演する2つのユニットによるコラボCDで、コラボ曲1曲、各ユニットの新曲と各Off Vocalを収録。全4枚。

## 01
2025年6月4日発売。同年6月21・22日に福岡国際センターで開催される「first quadrant」に出演するアンティーカとシーズのコラボシングル。
収録曲
1. Pioneer Impact
歌：アンティーカ×シーズ
作詞：真崎エリカ、作曲・編曲：ねりきり (KEYTONE)
2. ブレイク・アウト・セレンディピティ
歌：アンティーカ
作詞：真崎エリカ、作曲：ペロ・YUU for YOU、編曲：藤永龍太郎 (Elements Garden)
3. Break Chain
歌：シーズ
作詞：Co-sho、作曲・編曲：橘亮祐・篠崎あやと
4. スペシャルオーディオドラマ「回号のインタトワィニング・ギア」
5. Pioneer Impact（Off Vocal）
6. ブレイク・アウト・セレンディピティ（Off Vocal）
7. Break Chain（Off Vocal）

## 02
2025年7月2日発売。同年7月5・6日に横浜BUNTAIで開催される「second quadrant」に出演する放課後クライマックスガールズとストレイライトのコラボシングル。
収録曲
1. 迅雷鉄火
歌：放課後クライマックスガールズ×ストレイライト
作詞：古屋真、作曲：藤井健太郎、編曲：藤井健太郎・牧野太洋
2. 進路は超銀河
歌：放課後クライマックスガールズ
作詞：古屋真、作曲：ねりきり (KEYTONE)、編曲：菊池博人・ねりきり (KEYTONE)
3. GET OVER
歌：ストレイライト
作詞：下地悠、作曲：ペロ・YUU for YOU、編曲：GAK-amazuti-
4. スペシャルオーディオドラマ「Like a dog！」
5. 迅雷鉄火（Off Vocal）
6. 進路は超銀河（Off Vocal）
7. GET OVER（Off Vocal）

## 03
2025年8月6日発売。同年8月9・10日にAichi Sky Expoで開催される「third quadrant」に出演するアルストロメリアとコメティックのコラボシングル。
収録曲
1. リフレインブレイン
歌：アルストロメリア×コメティック
作詞：出口遼、作曲・編曲：三好啓太・大竹智之
2. ルピラ
歌：アルストロメリア
作詞：鈴木静那、作曲：YOSHIHIRO（KEYTONE）、編曲：清水"カルロス"宥人（KEYTONE）
3. 似セ者
歌：コメティック
作詞：Soflan Daichi、作曲・編曲：ねりきり（KEYTONE）
4. スペシャルオーディオドラマ「ファミレスと白いミモザ」
5. リフレインブレイン (Off Vocal)
6. ルピラ (Off Vocal)
7. 似セ者 (Off Vocal)

## 04
2025年9月10日発売予定。同年9月27・28日に盛運輸アリーナで開催される「fourth quadrant」に出演するイルミネーションスターズとノクチルのコラボシングル。
収録曲
歌：イルミネーションスターズ×ノクチル

### ユニットメンバー
1. 1 2 3  月岡恋鐘（礒部花凜）、田中摩美々（菅沼千紗）、白瀬咲耶（八巻アンナ）、三峰結華（希水しお）、幽谷霧子（結名美月）
2. 1 2 3  七草にちか（紫月杏朱彩）、緋田美琴（山根綺）
3. 1 2 3  小宮果穂（河野ひより）、園田智代子（白石晴香）、西城樹里（永井真里子）、杜野凛世（丸岡和佳奈）、有栖川夏葉（涼本あきほ）
4. 1 2 3  芹沢あさひ（田中有紀）、黛冬優子（幸村恵理）、和泉愛依（北原沙弥香）
5. 1 2 3  大崎甘奈（黒木ほの香）、大崎甜花（前川涼子）、桑山千雪（芝崎典子）
6. 1 2 3  斑鳩ルカ（川口莉奈）、鈴木羽那（三川華月）、郁田はるき（小澤麗那）
7. 1 2 3  櫻木真乃（関根瞳）、風野灯織（近藤玲奈）、八宮めぐる（峯田茉優）
8. 1 2 3  浅倉透（和久井優）、樋口円香（土屋李央）、福丸小糸（田嶌紗蘭）、市川雛菜（岡咲美保）